# هولوتریپس فرری
هولوترپیس فری گونه ای از تریپس‌ها در زیرخانواده فلئوتریپینا می‌باشد که نخستین بار در سال ۲۰۱۴ توسط لارنس موند ودسلی تره وصف شد. این تریپس در نیو ساوت ولز و کوئینزلند یافت می‌شود و بومی استرالیا است.
این تریپس همانند سایر جنس‌های خود قارچ خوار می‌باشد و غالباً در کلنی‌های بزرگ پیدا نمی‌شود.